# Lōʻihi
Lōʻihi es un volcán submarino activo, que se encuentra a unos 35 km al sureste de la costa de la isla de Hawái. Se encuentra sobre un lateral de Mauna Loa, el mayor volcán en escudo de la Tierra. Lōʻihi es el volcán más joven de la cadena de volcanes Hawái-Emperador, una sucesión de volcanes que se extiende por más de 5800 km al noroeste de Lōʻihi y la isla de Hawái. A diferencia de la mayoría de los volcanes activos del océano Pacífico que se localizan en los bordes de placas activos del Cinturón de Fuego del Pacífico, Lōʻihi y los otros volcanes de la cadena submarina Hawái-Emperador son volcanes de punto caliente y se formaron a grandes distancias de los límites de la placa más próxima. Los volcanes de las islas de Hawái se originan en el punto caliente de Hawái, y Lōʻihi como el volcán más joven de la cadena es el único volcán de Hawái en la etapa de desarrollo submarino profundo  denominada "pre-escudo". Lōʻihi comenzó a formarse hace unos 400 000 años y se estima que emergerá de la superficie del mar dentro de unos  10 000 a 100 000 años.  La cima del  Lōʻihi se eleva unos 3000 m sobre el suelo marino, por lo que es más elevado que lo que el Monte Santa Helena era antes de su erupción en 1980. En las inmediaciones de las  numerosas fuentes hidrotermales de Lōʻihi se desarrolla una comunidad de microbios sumamente variada.